# 주님 탄생 예고 대축일
주님 탄생 예고 대축일(라틴어: Sollemnitas In Annuntiatione Domini)은 하느님이 동정녀 마리아에게 대천사 가브리엘을 보내 그녀가 자신의 아들 예수 그리스도의 어머니가 될 것이라는 계시를 전한 것(성모 영보)을 기념하는 기독교의 축일이다. 그리스도의 탄생을 기념하는 주님 성탄 대축일(12월 25일)로부터 아홉 달을 역산하여 3월 25일에 지내고 있다. 이는 그리스도도 여느 인간처럼 어머니 태중에서 아홉 달을 지냈다는 의미이다. 예전에는 성모 영보 대축일(聖母領報大祝日)이라고 했는데, 영보(領報)란 교회의 특수 용어로, 천사가 그리스도의 잉태를 마리아에게 알렸다는 의미를 담고 있다. 따라서 주님 탄생 예고 대축일은 마리아 축일 가운데 중요한 축일 가운데 하나이기도 하다. 성모 영보(주님 탄생 예고)의 주요 장면은 묵주 기도의 환희의 신비 1단과 삼종 기도에 그대로 반영되어 있다.
가브리엘은 하느님의 명령을 받아 마리아에게 나타나서 “은총이 가득한 이여, 기뻐하여라. 주님께서 너와 함께 계시다.”(Ave, gratia plena, Dominus tecum - 루카 1,28)라고 인사하며 하느님의 말씀을 전해주었다. 가브리엘로부터 하느님의 계시를 전해 들은 마리아는 “말씀하신 대로 저에게 이루어지기를 바랍니다.”(fiat mihi secundum verbum tuum - 루카 1,38)라고 응답하며 순명하였다. 이렇게 마리아는 하느님의 말씀에 동의함으로써 그리스도의 어머니가 되었다. 이 천사의 인사는 훗날 가톨릭교회의 대표적인 기도 가운데 하나인 성모송의 유래가 된다.
오늘날 대축일의 위치에 있는 주님 탄생 예고 대축일의 기원은 4세기 또는 5세기까지 거슬러 올라간다. 주님 탄생 예고 대축일은 656년 톨레도 교회회의 때 제정된 교회법에서 처음으로 문헌상에 언급되는데, 당시 교회법을 보면 교회는 주님 탄생 예고 사건을 축일로서 기념한다고 기록되어 있다. 그리고 692년 퀴니섹스트 공의회에서는 주일(일요일)과 주님 탄생 예고 축일을 제외하고는 사순 시기 동안 어떠한 축제도 금지한다고 기록되어 있다. 1240년 잉글랜드에서 소집된 우스터 시노드에서는 주님 탄생 예고 축일에는 모든 노예 노동을 금지하기로 결의하였다. 성 아타나시오, 니사의 성 그레고리오, 성 아우구스티노와 같은 교부들 역시 주님 탄생 예고 대축일에 대한 글을 쓰기도 하였다.
가톨릭과 성공회, 루터교의 전례력에서는 3월 25일이 성주간 또는 부활 팔일 축제 중에 있으면 부활 제2주간 월요일로 옮긴다. 그리고 3월 25일이 주일인 경우에는 3월 26일로 변경할 수 있도록 규정되어 있다.

## 같이 보기
- 성모 영보